# Beatrice Webb
Beatrice Webb   (Gloucestershire, 22 de gener de 1858 - Liphook, 30 d'abril de 1943) fou una sociòloga i economista anglesa molt influent. Creadora, juntament amb el seu marit, de les bases teòriques de l'estat del benestar, impulsà les reformes socials de començaments del segle xx, el cooperativisme, les reformes educatives i les lleis a favor dels treballadors. Se li deu també haver encunyat el terme de negociació col·lectiva i haver estat una de les cofundadores de la London School of Economics.

## Entorn familiar i primers anys
Era la penúltima filla de Richard Potter, un home de negocis, i Laurencina Heyworth, filla d'un comerciant de Liverpool, en una família de nou germanes.
Encara jove va morir la seva mare i es va dedicar a ajudar el seu pare en les tasques... La seva germana Catherine es va convertir en aquells anys en una coneguda treballadora social. La jove Beatrice Webb també es va trobar ajudant el seu cosí Charles Booth en una recerca pionera en els barris marginals victorians de Londres, la qual cosa li va comportar una creixent desconfiança de la filantropia benèvola, l'abandonament de l'estudi de l'econòmica abstracta i l'interès per la investigació de la ciència social, encara inexplorada aleshores. En aquells anys havia desestimat també una relació amb el polític radical Joseph Chamberlain, llavors ministre del gabinet del segon govern de Gladstone, per tal com no acceptava la seva necessitat d'independència.

## Formació i evolució ideològica
La seva influència inicial es troba en el filòsof i sociòleg evolucionista i individualista britànic Herbert Spencer, que freqüentava la família, i que constituí un mestratge fonamental, al costat de les lectures d'Auguste Comte en les seves etapes de formació. Aquest individualisme, que no contempla intervencions estatals, evolucionarà cap a la consideració del paper dels sindicats com a mediació institucional fonamental per a Beatrice Webb.
Membre de la Societat fabiana, com el seu marit Sidney James Webb, des de ben jove es va interessar també pel benestar de les classes treballadores i va començar la seva recerca sobre les condicions de vida dels suburbis anglesos. Pensava que la cooperativa era una associació que permetia que els consumidors guanyessin poder enfront del poder de les empreses i va proposar que aquestes unions fossin autogestionades.
La seva aproximació al socialisme la va portar a la conclusió que l'explotació laboral era conseqüència inevitable de la lliure competència i, doncs, només es podia obtenir el bé comú amb la intervenció dels poders públics; va fer aleshores campanya política per assegurar que el govern intervingués en ajuda dels més desafavorits: contribuí així a la idea de l'estat del benestar que s'imposaria al nord d'Europa dècades després.
Quan Webb es va dedicar a l'activisme polític per mitjà del Partit Laborista, promogué les Lleis per als Pobbres, la Llei d'Educació, el Llibre blanc de la Seguretat Social i de la sanitat pública, les pensions de la jubilació, els programes contra l'atur i, en general, l'estructura d'organització del benestar social que hem conegut posteriorment.
Va ajudar a fundar el New Statesman el 1913, un setmanari progressista en què escrivien pensadors com George Bernard Shaw o John Maynard Keynes, entre d'altres, i que va esdevenir força influent en cercles acadèmics i polítics. Després de viatjar a l'URSS amb el seu marit, va convertir-se en defensora del model comunista amb un control central de l'economia, alternativa que va difondre en nombroses publicacions, entre les quals diversos llibres que van suscitar força escàndol per la manca de crítiques cap a Stalin.

## Obra
El llegat bibliogràfic que Webb deixà, el conjunt de la seva obra ingent –55 llibres en solitari i 29 conjuntament amb el marit– constitueix avui dia un corpus fonamental de la disciplina socioeconònomica.
Beatrice Webb va declarar que no tenia fills carnals, però que la London School of Economics era un fill simbòlic del qual se sentia orgullosa. L'objectiu de la institució era educar economistes crítics que poguessin aportar beneficis per a tot el país i no solament als més rics.